# Saint-Cast-le-Guildo
Saint-Cast-le-Guildo település Franciaországban, Côtes-d’Armor megyében. Lakosainak száma 3353 fő (2022. január 1.). Saint-Cast-le-Guildo Matignon, Saint-Lormel és Saint-Pôtan községekkel határos.

## Népesség
A település népessége az elmúlt években az alábbi módon változott:
| Lakosok száma | 2227 | 3165 | 3093 | 3394 | 3449 | 3387 | 3315 | 3308 | 3313 | 3353 |
|               | 1968 | 1982 | 1990 | 2006 | 2013 | 2015 | 2017 | 2019 | 2020 | 2022 |